# Dirphya pseudolucasi
Dirphya pseudolucasi là một loài bọ cánh cứng trong họ Cerambycidae.